# Charles Koenig
Charles Koenig (Aarlen, 1923 - 1992) was een Belgisch klavecimbelspeler.

## Levensloop
Charles Koenig was de eerste leraar klavecimbel aan het Koninklijk Conservatorium in Brussel. Hij leidde er talrijke musici op in de authentieke uitvoeringspraktijk van de oude muziek, onder wie: Marie-Anne Dachy, Anne Froidebise, Fabienne Alavoine, Bernard Guiot, Cécile Gilson, Jacques Willemyns, Damien Delattre, Benoît Mernier, Vincent Dupaquit, Frédéric De Roos.
Koenig behoorde tot de generatie die, na Charles Van den Borren en Safford Cape, in Brussel de standaard van de authentieke uitvoeringspraktijk hoog hield. Zijn collega's hierin waren de fluitiste Silva Devos, de violiste Janine Rubinlicht, de klavecinist Robert Kohnen en de gebroeders Wieland Kuijken en Sigiswald Kuijken (wat later ook Barthold Kuijken). Wars van academisme, zochten ze naar een expressie van de oude muziek die beantwoordde aan wat de componisten destijds voor ogen hadden en maakten aldus de 'oude' muziek weer 'nieuw'.
Hij was jurylid in 1968 en 1971 voor het internationaal klavecimbelconcours, in het kader van het Festival Musica Antiqua in Brugge.
Hij was stichter en leider van 'Ensemble Polyphonies'. Hij nam deel aan festivals en concerten in heel wat Europese landen. Platenopnamen deed hij bij Erato en EMS.
- Gemeinsame Normdatei: 142189065
- International Standard Name Identifier: 0000 0001 0605 9490
- Library of Congress Control Number: no91026969
- MusicBrainz: 404524a0-970f-4cc8-8cce-005dc6bc1bf2
- Nationale Bibliotheek van Tsjechië: mzk2013782507
- Système universitaire de documentation: 242249213
- Virtual International Authority File: 159043446
- WorldCat: E39PCjvmCBTBwGJ7BFPxFRRGBP